# Maria Anna Teresa Vasa

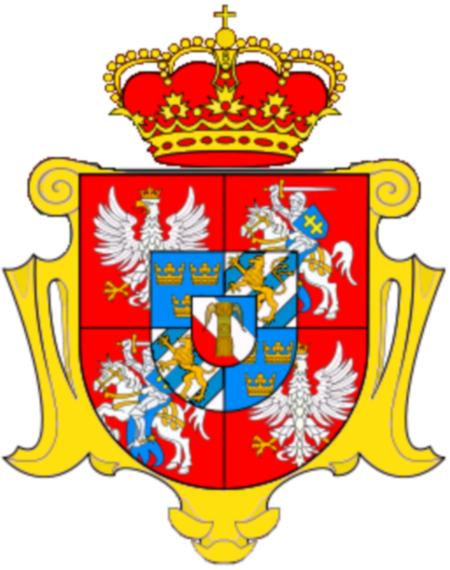
Stemma Casato di Vasa (Polonia)

Maria Anna Teresa Vasa (Varsavia, 1º luglio 1650 – 1º agosto 1651) era figlia del re Giovanni II Casimiro di Polonia e di Maria Luisa di Gonzaga-Nevers.

## Biografia
Fu battezzata il 2 agosto del 1650 nella Chiesa di San Giovanni a Varsavia, dinnanzi al primate di Polonia Maciej Łubieński. Padrini della neonata furono l'imperatore Ferdinando III d'Asburgo e sua moglie Eleonora Gonzaga (rappresentati rispettivamente a Varsavia dal cardinale Carlo Ferdinando Vasa e dalla principessa Teodora Christine Sapieha), e papa Innocenzo X (rappresentato dal Nunzio Giovanni de Torres).
I genitori di Maria Anna Teresa desideravano che la piccola entrasse nell'ordine delle carmelitane, e quindi subito fu iniziata per tale scopo, ma la giovane principessa vivrà soltanto 13 mesi.
I funerali si tennero il 12 agosto 1651 nella Chiesa delle suore carmelitane di Varsavia. Nel corso dei solenni funerali, la principessa fu sepolta in un abito religioso sull'altare maggiore della chiesa.
Dal 1652, i suoi resti furono trasferiti in una bara in oro e rame e trasferiti dapprima nella Chiesa dello Spirito Santo, nel 1663 sotto l'altare del convento delle Carmelitane presso l'ex palazzo Kazanovski, e, infine, presso la cappella Res Sacra Miser sulla Krakowskie Przedmiescie.

## Ascendenza
|                                 |                         |                         | Genitori                |  |  | Nonni |  |  | Bisnonni               |  |  | Trisnonni           |  |
|                                 |                         |                         |                         |  |  |       |  |  | Giovanni III di Svezia |  |  | Gustavo I di Svezia |  |
|                                 |                         |                         |                         |  |  |       |  |  | Giovanni III di Svezia |  |  | Gustavo I di Svezia |  |
|                                 |                         | Margherita Leijonhufvud |                         |  |  |       |  |  | Giovanni III di Svezia |  |  |                     |  |
| Sigismondo III di Polonia       |                         |                         |                         |  |  |       |  |  | Giovanni III di Svezia |  |  |                     |  |
|                                 |                         | Caterina Jagellona      | Sigismondo I di Polonia |  |  |       |  |  |                        |  |  |                     |  |
|                                 |                         | Caterina Jagellona      | Sigismondo I di Polonia |  |  |       |  |  |                        |  |  |                     |  |
|                                 |                         | Caterina Jagellona      | Bona Sforza             |  |  |       |  |  |                        |  |  |                     |  |
| Giovanni II Casimiro di Polonia |                         | Caterina Jagellona      |                         |  |  |       |  |  |                        |  |  |                     |  |
|                                 |                         | Carlo II d'Austria      | Ferdinando I d'Asburgo  |  |  |       |  |  |                        |  |  |                     |  |
|                                 |                         | Carlo II d'Austria      | Ferdinando I d'Asburgo  |  |  |       |  |  |                        |  |  |                     |  |
|                                 |                         | Carlo II d'Austria      | Anna Jagellone          |  |  |       |  |  |                        |  |  |                     |  |
| Costanza d'Asburgo              |                         | Carlo II d'Austria      |                         |  |  |       |  |  |                        |  |  |                     |  |
|                                 |                         | Maria Anna di Baviera   | Alberto V di Baviera    |  |  |       |  |  |                        |  |  |                     |  |
|                                 |                         | Maria Anna di Baviera   | Alberto V di Baviera    |  |  |       |  |  |                        |  |  |                     |  |
|                                 |                         | Maria Anna di Baviera   | Anna d'Asburgo          |  |  |       |  |  |                        |  |  |                     |  |
| Maria Anna Teresa Vasa          |                         | Maria Anna di Baviera   |                         |  |  |       |  |  |                        |  |  |                     |  |
|                                 | Ludovico Gonzaga-Nevers | Federico II Gonzaga     |                         |  |  |       |  |  |                        |  |  |                     |  |
|                                 | Ludovico Gonzaga-Nevers | Federico II Gonzaga     |                         |  |  |       |  |  |                        |  |  |                     |  |
|                                 | Ludovico Gonzaga-Nevers | Margherita Paleologa    |                         |  |  |       |  |  |                        |  |  |                     |  |
| Carlo I di Gonzaga-Nevers       | Ludovico Gonzaga-Nevers |                         |                         |  |  |       |  |  |                        |  |  |                     |  |
|                                 |                         | Enrichetta di Nevers    | Francesco I di Nevers   |  |  |       |  |  |                        |  |  |                     |  |
|                                 |                         | Enrichetta di Nevers    | Francesco I di Nevers   |  |  |       |  |  |                        |  |  |                     |  |
|                                 |                         | Enrichetta di Nevers    | Margherita di Vendôme   |  |  |       |  |  |                        |  |  |                     |  |
| Maria Luisa di Gonzaga-Nevers   |                         | Enrichetta di Nevers    |                         |  |  |       |  |  |                        |  |  |                     |  |
|                                 |                         | Carlo di Guisa          | Francesco I di Guisa    |  |  |       |  |  |                        |  |  |                     |  |
|                                 |                         | Carlo di Guisa          | Francesco I di Guisa    |  |  |       |  |  |                        |  |  |                     |  |
|                                 |                         | Carlo di Guisa          | Anna d'Este             |  |  |       |  |  |                        |  |  |                     |  |
| Caterina di Lorena              |                         | Carlo di Guisa          |                         |  |  |       |  |  |                        |  |  |                     |  |
|                                 |                         | Enrichetta di Savoia    | Francesco I di Guisa    |  |  |       |  |  |                        |  |  |                     |  |
|                                 |                         | Enrichetta di Savoia    | Francesco I di Guisa    |  |  |       |  |  |                        |  |  |                     |  |
|                                 |                         | Enrichetta di Savoia    | Anna d'Este             |  |  |       |  |  |                        |  |  |                     |  |
|                                 |                         | Enrichetta di Savoia    |                         |  |  |       |  |  |                        |  |  |                     |  |